# 1673

## Родени
- 30 декември – Ахмед III, Султан на Османската империя

## Починали
- Семьон Дежньов, руски изследовател
- 17 февруари – Жан-Батист Молиер, френски драматург, режисьор и актьор